# جزيرة كامينو
جزيرة كامينو (بالإنجليزية: Camino Island)‏ هي رواية خيال إجرامي وإثارة، من تأليف الكاتب الأمريكي جون غريشام، أُصدرت في 6 يونيو 2017 باللغة الإنجليزية لدار دابلداي للنشر؛ وتُرجمت إلى العربية ونشرت في مايو 2018 للدار العربية للعلوم. ويُعد الكتاب مختلفاً عن الموضوع الرئيسي لروايات الإثارة القانونية المعتادة لجون غريشام. 

## نبذة
تدور أحداث الرواية حول عصابة قامت بسرقة مخطوطات قيمة من مكتبة فايرسون التابعة لجامعة برينستون، وعلاقة المخطوطات ببروس كابل، صاحب مكتبة شهيرة في جزيرة كامينو. ومن ثم قيام إحدى الشركات الأمنية السرية بتجنيد الأستاذة الجامعية ميرسر مان بأخذ إجازة في جزيرة كامينو بهدف التجسس على بروس كابل ومكتبته والتحري عن مصير المخطوطات. 

## فكرة الرواية
استلهم جون غريشام فكرة هذه الرواية وهو مع زوجته في رحلة برية طويلة إلى فلوريدا عندما ناقشوا عملًا يتضمن «كتبًا مسروقة ، ومخطوطات مسروقة ، ومحلات لبيع الكتب ، وبائعي كتب». 

## فصول الرواية
تنقسم رواية جزيرة كامينو إلى ثمانية فصول: 
| الفصل الأول  | السرقة                  |
| الفصل الثاني | السمسار                 |
| الفصل الثالث | المُجندة                 |
| الفصل الرابع | مستكشف الشاطئ           |
| الفصل الخامس | الوسيط                  |
| الفصل السادس | الرواية                 |
| الفصل السابع | فتاة عطلة نهاية الأسبوع |
| الفصل الثامن | التسليم                 |
| ------------ | ----------------------- |

## المبيعات
ظهر الكتاب على رأس العديد من قوائم الكتب الأكثر مبيعًا من ضمنها: يو إس إيه توداي (USA Today)، وَوول ستريت جورنال (The Wall Street Journal)، ونيويورك تايمز (The New York Times).